# 袁耽
袁耽（？—？），字彥道，陳郡陽夏（今河南太康）人。東漢末郎中令袁渙曾孫。東晉官員。

## 生平
袁耽年輕有才氣，倜儻不羈，受當時士族中人稱許。蘇峻之亂時，獲司徒王導引為參軍，並隨其至石頭城。其時蘇峻將領路永、匡術及賈寧曾勸蘇峻殺害王導等大臣，但蘇峻不肯。路永等人於是生了異心，王導就趁就機會想離間他們，就派袁耽去游說路永，想讓他帶晉成帝出奔以陶侃為首的義軍。雖然路永答應，但因蘇峻對成帝的守衞森嚴，故終無法成事。
亂事平定後，袁耽受封秭歸男，拜建威將軍、歷陽太守。咸康元年（335年），後趙王石虎南巡，走到長江沿岸才北走。其時有十幾個騎兵到了歷陽，袁耽於是報告，但卻沒有報告騎兵數目。當時朝廷恐懼後趙強盛，以為是大軍來攻，於是以王導以大司馬率眾抵禦，更分兵各戍。不過不久就發現來的只是十多個騎兵，而且已走，於是悉數罷兵。朝廷於是以袁耽上奏輕率虛妄，免去其官職。不久，王導又以其為從事中郎，正要給他大任就去世了，年僅二十五歲。

## 性格特徵
袁耽多才多藝，更長於賭博。而且也十分放達，不拘小節。桓溫年輕時家貧，又愛賭博，曾經輸了很多，還被債主追討欠債。桓溫想自救，但想不到辦法，只好去找袁耽幫忙。其時袁耽居喪，桓溫也怕袁耽拒絕，只是姑且一試。但袁耽卻沒有為難的樣子，很爽快就答允，於是換了衣服，脱下布帽並收在懷裏，跟了桓溫出去了找債主對賭。當時債主也知袁耽的名氣，但並不認識他，於是說：「你應該不可能是袁彥道吧。」袁耽與債主對賭，每局賭注都達十萬，但一直贏，贏到過百萬。袁耽當時每次投下骰子後都會大叫，旁若無人，更對債主擲下懷中布帽，說：「你終於見識過袁彥道吧？」。
又一次桓溫和袁耽賭博，袁耽手氣不好，於是發怒將骰子擲去。溫嶠於是說：「看見袁生遷怒的樣子，就知顏子的好了。」

## 家庭

### 祖父
- 袁準，晉給事中。

### 父親
- 袁沖，字景玄，晉光祿勳。

### 妹妹
- 袁女皇，袁耽大妹，嫁殷浩。
- 袁女正，袁女皇之妹，適謝尚。

### 子女
- 袁質，字道和，晉琅邪內史、東陽太守，有孝行。

### 孫兒
- 袁湛，袁質子，官至尚書右僕射。
- 袁豹，袁湛弟，官至丹楊尹。
- 袁氏，袁質女，嫁謝重[5]。
- 袁氏，袁質女，嫁王弘[6]